# Zračna luka Tambolaka
Zračna luka Tambolaka je zračna luka u Tambolaki, kabupaten Zapadna Sumba, pokrajina Istočni Mali sundski otoci (IATA: TMC, ICAO: WADT) Nalazi se na 09°24′34,98″S 119°14′40,18″E na sjeverozapadu otoka Sumbi, na 62 metra nadmorske visine. U izgradnji je novi terminal koji će zamijeniti stari terminal. Pista je dužine 2200 metara u pravcu 10/28. Površina je asfaltna. Zračna luka poslužuje grad Waikabubak.